# 清水榮三
清水 榮三（しみず えいぞう、1940年（昭和15年）3月18日 - ）は、群馬県前橋市在住の日本画家。退職までは群馬県前橋市にあったフランスパンで働く傍ら日本画を描き続ける。他にも前橋市盆栽会会長も務める。

## 来歴・人物
1940年（昭和15年）、群馬県前橋市に生まれる。1962年（昭和37年）、日本画の絵画館や思想にひかれ、日本画家、日本画府（日府展）審査員京都出身成田一方に師事す。1963年（昭和38年）、群馬県美術家連盟展で初出品し初入選。その後、1964年（昭和39年）、群馬県美術家連盟展に出品しY氏賞を受賞。1965年（昭和40年）、群馬県美術家連盟展に出品、東京新聞者賞を受賞。同年、日本画府、日府展に初出品し初入選。1966年（昭和41年）、群馬県美術家連盟展に出品し奨励賞を受賞、同年、日本画府、日府展に出品し佳作賞を受賞。1967年（昭和42年）、群馬県美術家連盟展に出品し、讀売新聞社賞を受賞。1968年（昭和43年）、群馬県美術家連盟展に出品し伊勢崎市長賞を受賞。1969年（昭和44年）、群馬県美術家連盟展に出品し特待賞を受賞。1970年（昭和45年）、群馬県美術家連盟展に出品し会友推挙される。1972年（昭和47年）、群馬県美術家連盟展に出品し日本画部の準会員に推挙される。1974年（昭和49年）、群馬県美術家連盟展に出品し一方賞を受賞。1975年（昭和50年）、群馬県美術家連盟展に出品し日本画会員に推挙され、以降会員を歴任。1976年（昭和51年）、群馬県美術家連盟展の日本画部審査員となり、以降歴任し、以降毎回出品している。1981年（昭和56年）、前橋市市民展に出品し無鑑査。同年、成田一方グループ日本画5人展を設立し開催、以降1986年（昭和61年）まで開催される。1983年（昭和58年）、前橋市市民展に出品し委員に推挙され、以降毎回出品している。1988年（昭和63年）、日本画グループ『秋紅会』を開催。1990年（平成2年）、日本画グループ『秋紅会』の第2回展を前橋スズランデパートにて開催。1995年（平成7年）、第29回前橋市市民展の委員として毎回出品。同年の第45回群馬県美術家連盟展の会員として毎回出品。上毛新聞主催、チャリティー色紙展に毎回出品している。2005年（平成17年）には前橋市詩季画材にて第1回の個展を開催。2007年（平成19年）に前橋市自遊画廊にて第2回個展を開催。2008年（平成20年）に前橋市詩季画材にて詩季日本画交流展を開催し出品した。

## 受賞歴
- 1963年（昭和38年）　群馬県美術家連盟展「晩夏」（初出品初入選）
- 1964年（昭和39年）　群馬県美術家連盟展「鶏頭」（Y氏賞）
- 1965年（昭和40年）
  - 群馬県美術家連盟展「ボイラー」（東京新聞者賞）
  - 日本画府、日府展「寒威」（初出品初入選）
- 1966年（昭和41年）
  - 群馬県美術家連盟展「変電所」（奨励賞）
  - 日本画府、日府展（佳作賞）
- 1967年（昭和42年）　群馬県美術家連盟展（讀売新聞社賞）
- 1968年（昭和43年）　群馬県美術家連盟展「須田貝発電所」（伊勢崎市長賞）
- 1969年（昭和44年）　群馬県美術家連盟展「製粉所」（特待賞）
- 1970年（昭和45年）　群馬県美術家連盟展「門」（会友推挙）
- 1972年（昭和47年）　群馬県美術家連盟展「華厳滝」（日本画部準会員推挙）
- 1974年（昭和49年）　群馬県美術家連盟展「けいとう」（一方賞）
- 1975年（昭和50年）　群馬県美術家連盟展「白根」（日本画会員推挙）
- 1981年（昭和56年）　前橋市市民展「秋宵」（無鑑査）
- 1983年（昭和58年）　前橋市市民展「夏宵」（委員推挙）

## 個展
- 2005年（平成17年）　前橋市詩季画材にて第1回個展を開催
- 2007年（平成19年）　前橋市自遊画廊にて第2回個展を開催